# Mizda
Mizda este un oraș din munții Nafusa, Libia. A fost reședința districtului Mizdah.